# Racketball
El Racketball inglés (escrito normalmente con 'ck') es un deporte de pelota y raqueta que surge a partir del  Racquetball americano (escrito 'cq') en 1976 cuando éste fue adaptado a una pista de squash por Ian D.W. Wright. Son deportes similares pero no iguales (Comparison_to_racketball). 
La intención era hacer un 'squash' más asequible para todos los niveles, y esto se conseguía perfectamente con la modificación de la raqueta y pelota al estilo del racquetball americano. Unos pocos años más tarde Tony Gathercole lo extendería por el Reino Unido para ampliar el uso del gran número de pistas de squash que por allí hay repartidas. Esta idea tuvo mucho éxito entonces y la popularidad del racketball en ese país dura hasta hoy en día, de manera que se dice que el racketball es el deporte que más ha crecido en número de jugadores en el Reino Unido.
Dicha modificación de la raqueta en comparación a la del squash, consistente en un acortamiento de la longitud total y una ampliación de la zona del cordaje, y de la pelota, también más grande y con un bote más largo, facilita los comienzos a los principiantes de todas las aptitudes. A pesar de ello, lograr la maestría del juego puede llevar toda una vida igual que en el squash. 
El racket puede servir a los principiantes como trampolín para el squash (deporte mucho más extendido y con un circuito profesional a nivel mundial). Igualmente puede ser un estupendo deporte de continuidad para los amantes del squash que empiezan a perder sus facultades físicas o sencillamente no quieren desgastarse físicamente al nivel que requiere el squash.